# (4386) Lüst
(4386) Lüst – planetoida z pasa głównego asteroid okrążająca Słońce w ciągu 5 lat i 223 dni w średniej odległości 3,16 j.a. Została odkryta 26 września 1960 roku w Obserwatorium Palomar przez Cornelisa van Houtena i Toma Gehrelsa. Nazwa planetoidy pochodzi od Reimara Lüsta (ur. 1923), niemieckiego astronoma. Przed jej nadaniem planetoida nosiła oznaczenie tymczasowe (4386) 6829 P-L.